# Васин, Александр Александрович (конструктор)
Александр Александрович Васин (1936—2008) — советский инженер-конструктор в области создания жидкостных ракетных двигателей для ракетно-космической техники, участник создания и отработки жидкостных двигателей для ракет-носителей «Энергия», «Зенит», «Атлас» и «Протон». Мастер парашютного спорта СССР, кандидат технических наук (1989), главный специалист НПО «Энергомаш» имени академика В. П. Глушко (1999—2002). Лауреат Премии Правительства Российской Федерации в области науки и техники (1999). Заслуженный машиностроитель Российской Федерации.

## Биография
Родился 19 августа 1936 года в Москве.

### Образование и начало деятельности
С 1954 по 1959 год обучался в Московском авиационном институте имени Серго Орджоникидзе по окончании которого получил специальность инженера-механика.

### ВОКБ-456—НПО Энергомаши создание ракетно-космической техники
С 1959 по 2002 год на научно-исследовательской работе в ОКБ-456 (в дальнейшем — НПО «Энергомаш» имени академика В. П. Глушко) Государственного комитета СМ СССР по оборонной технике — Министерства общего машиностроения СССР под руководством В. П. Глушко, работал в должностях: с 1959 по 1961 год — инженер-механик конструкторского отдела, с 1961 по 1968 год — инженер-конструктор, с 1969 по 1974 год — ведущий конструктор и одновременно с 1974 по 1989 год — заместитель начальника отдела по разработке камер и газогенераторов, с 1989 по 1999 год — начальник отдела по разработке камер и газогенераторов. В 1989 году А. А. Васин защитил диссертацию на соискание учёной степени кандидат технических наук. С 1999 по 2002 год — главный специалист НПО «Энергомаш» имени академика В. П. Глушко.
А. А. Васин занимался разработками и созданием газогенераторов и основных камер сгорания для жидкостных ракетных двигателей для ракетно-космической техники в том числе для четырёхкамерного двигателя закрытого цикла «РД-170» и «РД-171» который был разработан для ракеты-носителя «Энергия», «РД-120» использованный на ракетах-носителях семейства «Зенит» и «РД-180» для ракеты-носителя «Атлас». А. А. Васиным был внесён вклад в разработку и последующую модернизацию форсированного варианта жидкостного ракетного двигателя «РД-253» для первой ступени ракеты-носителя тяжёлого класса «Протон», предназначенного для выведения автоматических космических аппаратов на орбиту Земли и далее в космическое пространство.
2 мая 1996 года «За заслуги перед государством, большой вклад в становление и развитие пилотируемой космонавтики» А. А. Васин был награждён почётным званием Заслуженный машиностроитель Российской Федерации.
17 марта 1999 года Постановлением Правительства Российской Федерации «За большой вклад в модернизацию жидкостного ракетного двигателя семейства РД-253 для ракеты-носителя „Протон“» А. А. Васин был удостоен Премии Правительства Российской Федерации в области науки и техники.

### Смерть
Скончался 19 августа 2008 года в Москве, похоронен на Калитниковском кладбище.

## Награды
- Орден Трудового Красного Знамени (1976)[1][2]

### Звания
- Заслуженный машиностроитель Российской Федерации (2.05.1996 — «За заслуги перед государством, большой вклад в становление и развитие пилотируемой космонавтики»)[6]

### Премии
- Премия Правительства Российской Федерации в области науки и техники (17 марта 1999)[7][8]

### Спортивные звания
- Мастер парашютного спорта СССР[9]